# M/S Maj
M/S Maj är en linfärja som trafikerar Malöleden i Bohuslän mellan Malö och Orust.
Färjan byggdes i Finland år 2000 och tar 21 personbilar. 
Färjan var tidigare dieseldriven, men byggdes om 2005 till eldrift, och körs numera med hjälp av laddbara batterier. Batterierna laddas oftast med en kabel från land, när färjan ligger vid färjeläget på Malö, men vid högtrafik kan batterierna laddas med en dieselmotor ombord. 
Till skillnad från de flesta andra lindragna färjor har Maj inte en separat wire för drivning och en för styrning, utan båda linorna används för drivning, vilket gör färjan lättkörd och säker. 